# Elizabeth Montgomery
Elizabeth Montgomery (n. 15 aprilie 1933, Hollywood, California, SUA – d. 18 mai 1995, Beverly Hills, California, SUA) a fost o actriță americană de film.
Cunoscută telespectatorilor din România pentru rolul Samantha din serialul Bewitched (Ce vrăji a mai făcut nevasta mea), difuzat in anii '70 de Televiziunea Română.
A fost căsătorită cu actorul Gig Young.